# استیون ویلمز
استیون ویلمز (انگلیسی: Steeven Willems؛ زادهٔ ۳۱ اوت ۱۹۹۰) بازیکن فوتبال اهل فرانسه است.
از باشگاه‌هایی که در آن بازی کرده‌است می‌توان به باشگاه فوتبال رویال شارلوا اشاره کرد.